# Rahasaaret (ö i Södra Savolax)
Rahasaaret är en ö i Finland.   Den ligger i kommunen S:t Michel i den ekonomiska regionen  S:t Michels ekonomiska region och landskapet Södra Savolax, i den södra delen av landet, 220 km nordost om huvudstaden Helsingfors. Rahasaaret ligger i en namnlös mindre sjö i anslutning till sjön Hanhijärvi.